# Konståkning vid olympiska vinterspelen 1924 – Par
- 31 januari 1924

Det var arton deltagare från sju nationer.

## Medaljer
| Gren | Guld                                 | Silver                                    | Brons                           |
| Par  | (AUT) Helene Engelmann Alfred Berger | (FIN) Ludowika Jakobsson Walter Jakobsson | (FRA) Andrée Joly Pierre Brunet |

## Resultat
| Plats | Utövare                                    | Land           | Stilpoäng |
| ----- | ------------------------------------------ | -------------- | --------- |
| 1     | Alfred Berger Helene Engelmann             | Österrike      | 10,64     |
| 2     | Walter Jakobsson Ludovika Jakobsson-Eilers | Finland        | 10,25     |
| 3     | Pierre Brunet Andrée Joly                  | Frankrike      | 9,89      |
| 4     | John Page Ethel Muckelt                    | Storbritannien | 9,93      |
| 5     | Georges Wagemans Georgette Herbos          | Belgien        | 8,82      |
| 6     | Nathaniel Niles Theresa Weld-Blanchard     | USA            | 8,07      |
| 7     | Cecil Smith Melville Rogers                | Kanada         | 9,11      |
| 8     | Mildred Richardson Thomas Richardson       | Storbritannien | 7,68      |
| 9     | Simone Sabouret Charles Sabouret           | Frankrike      | 7,15      |

Huvuddomare:
- Charles Rotch

Domare:
- Ernst Herz
- Herbert Yglesias
- J.G. Künzli
- Francis Pigueron
- Josef Fellner
- Louis Magnus
- Edourd Delpy